# Ceawlin wessexi király
Ceawlin, más írásmóddal Ceaulin, Caelin (angolszászul: CEAVVLIN CYNRICING GEVVISSÆ CYNING), (547 – 593) wessexi király 560-tól 592-ig és sussexi király 567-től 592-ig; kiűzte a britonokat Dél-Anglia legnagyobb részéről, majd királyságot hozott létre Közép-Anglia déli részén.
Édesapjával, Cynric királlyal 556-ban legyőzte a britonokat Beranbyrgnél (Barburynél). 568-ban nyolc évvel azután, hogy Wessex uralkodója lett, testvérével, Cuthával elsöprő győzelmet aratott a kenti király I. Æthelberht felett. 577-ben legyőzte a britonokat Deorhamnál (Dyrham), majd elfoglalta Gloucestert, Cirencestert és Bath-t. A hódítások révén a Severn folyó alsó szakaszának völgye megnyílt a nyugati szász telepesek előtt, és a walesi britonok elszigetelődtek Anglia délnyugati részén élő társaiktól.
Unokaöccse, Ceol 591-ben elfoglalta Ceawlin területeinek egy részét, majd 592-ben legyőzte őt Woddesbeorgnál (Wodnesborg; ma Adam's Grave, Wiltshire), végül száműzte. A következő évben Ceawlint megölték. Béda, a 8. századi történetíró szerint Ceawlin egyike volt annak a hét, egymást követő uralkodónak, aki a Humbertől délre fekvő összes területeknek a legfőbb ura (bretwaldája volt).